# Wasseralm

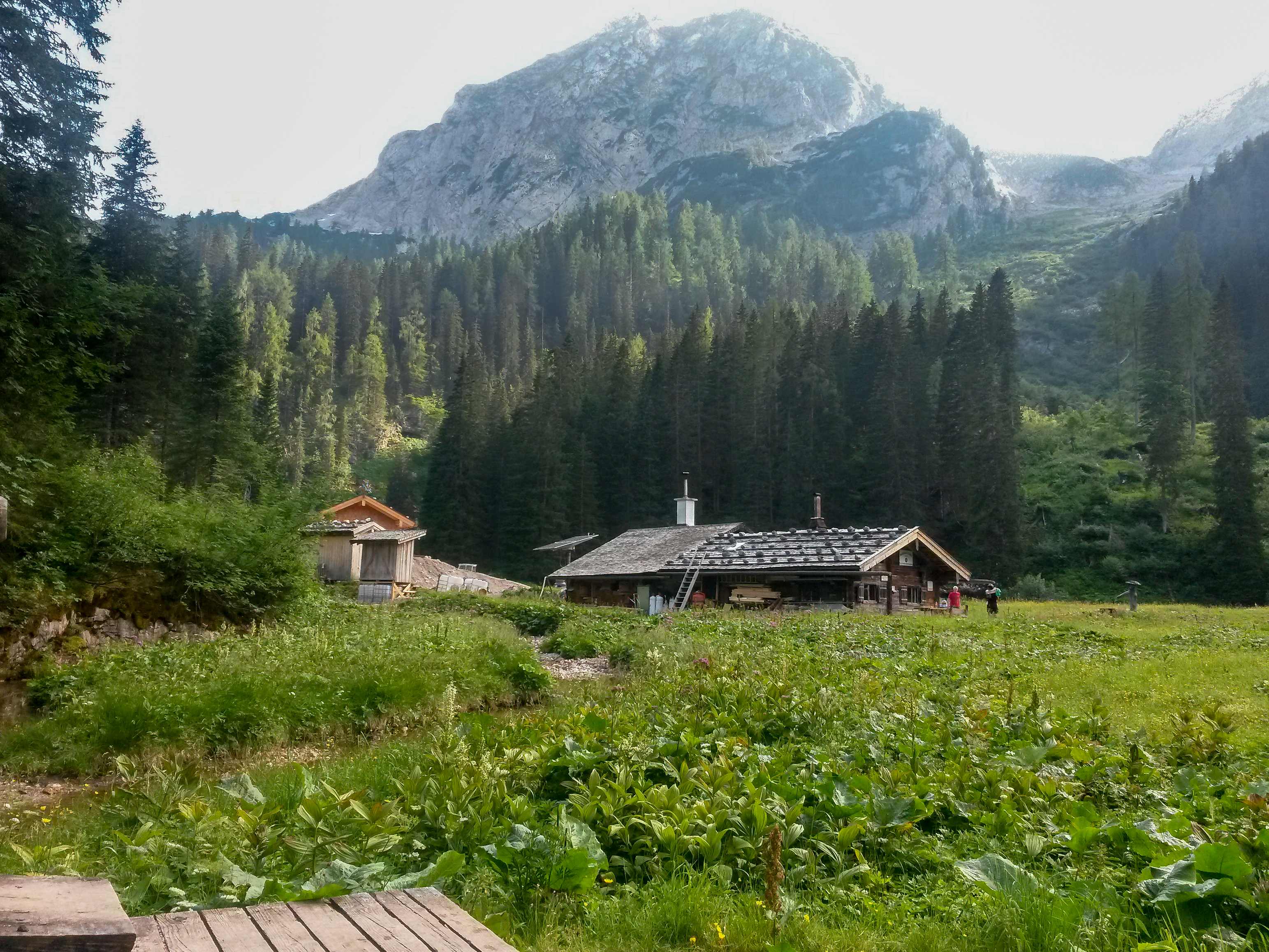
Wasseralm vor dem Hocheck, 2015

Die Wasseralm ist eine aufgelassene Alm und kleine Alpenvereinshütte der Sektion Berchtesgaden des Deutschen Alpenvereins in 1416 m ü. NHN Höhe im entlegenen Kessel der Röth zwischen dem Hagengebirge und dem Steinernen Meer hoch über dem Obersee. Die ehemalige Selbstversorgerhütte wird seit 2005 in den Sommermonaten einfach bewirtschaftet und per Hubschrauber versorgt. Weil nur maximal 60 Personen bleiben können, wird Gruppen geraten, nicht am Wochenende zur Wasseralm zu gehen. Für Bergsteiger, die mehrtägige Touren unternehmen, ist die Wasseralm ein wichtiger Stützpunkt. Im Winter liegt die Hütte an der Großen Reibn, der langen Skitour vom Jenner über Hagengebirge und Steinernes Meer bis ins Wimbachtal.

## Geschichte
Die Almhütten wurden im Zweiten Weltkrieg abgerissen. Ein Kaser wurde 1950 aus den Resten der Göring-Jagdhütte wiederaufgebaut. 1956 wurde die Alm das letzte Mal bestoßen.
Ab 1951 wurden Übernachtungsmöglichkeiten durch die Nationalparkverwaltung geboten, seit 1969 wurde die Wasseralm durch die Sektion Berchtesgaden des Deutschen Alpenvereins gepachtet und ist mittlerweile deren Eigentum. 2014/15 wurde eine weitere Bettenhütte erbaut. Aktueller Pächter ist Horst Schellmoser.

## Zugänge
- Von der Saletalm (610 m, Bootsanleger) über Obersee, Fischunkel und Röthsteig, Schwierigkeitsgrad I nach UIAA, durchgehend markiert und teilweise gesichert, Gehzeit: 3 Stunden

## Übergänge
- Gotzenalm (1685 m) über Landtal und Regenalm, mittel, Gehzeit: 4 Stunden
- Stahlhaus (1736 m) oder Schneibsteinhaus (1670 m) über Landtal, Hochgschirr, Seeleinsee und Schneibstein, mittel, Gehzeit: 7 Stunden
- Kärlingerhaus (1635 m) über Halsköpfl, Schwarzensee und Grünsee, mittel, Gehzeit: 4 Stunden
- Kärlingerhaus (1635 m) über Blaue Lache, Lange Gasse, Niederbrunnsulzenscharte und Totes Weibl, mittel, Gehzeit: 6 Stunden
- Eckberthütte über Blaue Lacke, Mauerscharte (2180 m), Häuslalm, nicht markiert, Kletterstellen im Schwierigkeitsgrad I, nicht gesichert, Gehzeit: 6 Stunden

## Gipfelbesteigungen
- Großes Teufelshorn (2363 m), markiert, Schwierigkeitsgrad I nach UIAA, Gehzeit: 3½ Stunden
- Kleines Teufelshorn (2283 m), Markierung verblichen, Schwierigkeitsgrad I nach UIAA, Gehzeit: 3 Stunden
- Alpriedlhorn (2351 m) über Blaue Lache und Mauerscharte, teilweise markiert, nicht gesichert, Gehzeit: 3½ Stunden
- Funtenseetauern (2579 m) über Blaue Lache, Lange Gasse und Südflanke, teilweise markiert, Gehzeit: 5 Stunden
- Halsköpfl (1719 m) über Höhenweg zum Kärlingerhaus, leicht, Gehzeit: 1½ Stunden
- Kahlersberg (2350 m), Schwierigkeitsgrad I nach UIAA, markiert und gesichert, Gehzeit: 4½ Stunden